# Jacobs Zimmer
Jacobs Zimmer (englischer Originaltitel: Jacob’s Room) ist der dritte Roman Virginia Woolfs, die Erstveröffentlichung erschien am 27. Oktober 1922 im eigenen Verlag, der Hogarth Press in Richmond. Er erschien fast zeitgleich mit dem Ulysses von James Joyce. 

## Zum Werk
Der Roman beschreibt auf ambivalente Weise die Lebensgeschichte des Protagonisten Jacob Flanders und gibt die Eindrücke wieder, die andere Personen von Jacob haben. Es ist eine Charakterstudie, die wenig Handlung aufzeigt; Jacobs Leben wird in unzählige Facetten zerlegt und in Szenen, Eindrücken und Bildern gespiegelt. In diesem Roman verzichtet Woolf auf den kontinuierlichen Erzählstrom, der Bruch mit der konventionellen Erzähltechnik ist erstmals vollzogen. Sein Thema ist die Leere und Unfassbarkeit des Lebens; Jacob existiert nicht als realer Mensch, sondern ist ein Amalgam aus dem Bewusstseinsstrom (stream of consciousness), aus Gedanken und Gefühlen. In diesem Roman arbeitete sie, ähnlich wie Joyce, mit der Technik des inneren Monologs. Der Protagonist Jacob ähnelt stark ihrem verstorbenen Bruder Thoby Stephen.

## Inhalt
Der Roman beginnt in den Vorkriegsjahren des Ersten Weltkriegs mit Jacobs Kindheit in Cornwall, schildert das Studium in Cambridge, das er abbricht, die Londoner Bohème à la Bloomsbury, eine Affäre mit einer verheirateten Frau. Es folgen Reisen nach Italien und Griechenland. Er zieht sich in sein Zimmer zurück, vertieft sich bis spät in die Nacht in die Werke antiker griechischer und römischer Autoren und der elisabethanischen Zeit. Die Geschichte wird hauptsächlich aus der Perspektive der Frauen in Jacobs Leben erzählt, darunter Clara Durrant aus der „upper-middle-class“ und die junge Kunststudentin Florinda, mit der er eine Affäre hatte. Der Erste Weltkrieg ist ausgebrochen; Jacobs Spur verliert sich in Flandern. Anstelle einer Todesszene beschreibt Woolf das leere Zimmer, das er zurücklässt.

## Literarische Bedeutung
Jacobs Zimmer weicht von Woolfs früheren konventionellen Romanen, The Voyage Out (1915) und Night and Day (1919) ab. Das Werk wird als wichtiger moderner Text eingestuft; seine experimentelle Form wird als eine Steigerung des progressiven Schreibstils angesehen, den Woolf in ihrer frühen Sammlung von Kurzgeschichten mit dem Titel Monday or Tuesday (1919) angewendet hat. Die folgenden Werke Mrs Dalloway (1925), Zum Leuchtturm (To the Lighthouse) (1927) und Die Wellen (The Waves) (1931) bilden ihre so genannten experimentellen Romane.

## Hörspielbearbeitung
- Jacobs Zimmer, Hörspiel in vier Teilen. Mit Friedhelm Ptok, Britta Hammelstein, Wiebke Puls, Sylvana Krappatsch, Annette Paulmann, Benedikt Lückenhaus, Alexander Lückenhaus, Andrea Wenzl, Caroline Ebner, Sabine Kastius, Hans Kremer, Johannes Zirner, Stefan Merki, Georgia Stahl / Aus dem Englischen von Gaby Hartel / Bearbeitung: Gaby Hartel / Komposition: Jakob Diehl / Regie: Katja Langenbach / BR-Hörspiel und Medienkunst 2012.
  - mp3-Download: BR Hörspiel Pool
  - Hörbuchedition (4 CDs): Der Hörverlag. ISBN 978-3-8445-1119-2